# Konstantin Konstantinowitsch Shadkewitsch
Konstantin Konstantinowitsch Shadkewitsch (Orel, Moscú;  3 de agosto de 1910 - Prisión de Brandenburgo-Görden;  30 de octubre de 1944)  fue un físico-químico de origen soviético, nacionalizado checoeslovaco,  miembro del grupo civil alemán de resistencia al nazismo  llamado Europäische Union.

## Biografía
Konstantin Konstantinowitsch Shadkewitsch, también conocido como  Konstantin Žadkevič nació en la ciudad de Orel al sudeste de la capital, Moscú en 1910, pertenecía a una familia cuyo padre era un fiscal zarista. 
Konstantin Žadkevič huyó junto a su familia a los 10 años de edad para salvarse de las persecuciones del Soviet, yendo  hacía la región de Constantinopla en Turquía.  Se radicó en Praga, Checoeslovaquia  y estudió física y química en la Universidad de Lovaina y en 1937 adquirió la ciudadanía checoeslovaca.
Ya como doctor en Física y Química se traslada en 1940 a Berlín y a la Universidad de Lausitz en Alemania ,  allí conoce a 
Georg Groscurth del Instituto Kaiser Wilhelm donde se contacta con el grupo de Robert Havemann haciéndose miembro del Europäische Union y organiza la resistencia en los campos de trabajo forzado de prisioneros soviéticos de Orianenburg haciendo de enlace junto a la médica esclava Galina Fiódorovna Románova.
En septiembre de 1943, es detenido por miembros de la Gestapo en la frontera polaca intentando traspasar unos manifiestos de la organización a los soviéticos junto al matrimonio Hatschek y sus acompañantes Jean Vladimir Boisselier, y Nikolai Romanenko y pasado a la "Corte del Pueblo", Volksgerichtshof siendo sentenciado a pena de muerte por el juez Roland Freisler.
Es ejecutado en la Prisión de Brandenburgo-Görden, el 30 de abril de 1944.